# Stéphane Mallarmé
Stéphane Mallarmé (18. března 1842 Paříž – 9. září 1898 Valvins) byl francouzský básník a esejista. Bývá řazen mezi prokleté básníky a považován za nejvýraznějšího představitele symbolismu.
Ve svém bytě pořádal od roku 1880 literární salony (zval literáty, hudebníky, malíře…). Jeho tvorba je symbiózou hudby, malířství a poezie – verše mají navodit hudebnost, grafické členění celé básně i jednotlivých veršů poté výtvarný dojem. Báseň má bez ohledu na obsah či formu vyvolávat dojmy. Za důležitou považuje inspiraci – sen, který vsugeruje dojmy.
„Báseň je tajemství, k němuž čtenář musí hledat klíč.“
„Účinek básně není daný obsahem, formou, ale dojmem, který vzbudí.“

## Dílo
Mallarmého dílo je dílem cizeléra - neprodukoval básnické sbírky, ale spíše jednotlivé básně. Mnohá díla nedokončil (drama Igitur), jiná přepracovával a posléze opustil (drama Herodias). Existuje řada Mallarmého básní, které sám nazýval popěvky, a které se výrazněji neliší od produkce generace Parnasistů. Mallarmé vycházel stylově z Baudelaira, jeho celoživotním vzorem bylo ale dílo Edgara Allana Poea, které překládal do francouzštiny. Oběma autorům se postupně vzdálil důrazem na maximální prokomponovanost relativně krátkých veršových útvarů. Mezi vrcholná Mallarmého díla pak patří jednotlivé sonety, které nesou prostě jména svých úvodních strof (Výšinám dávám zář nehtu s onyxem...; Když vyvstala z obliny a vzepětí..., Krajka, jež ruší sama sebe...). Mallarmé je koncipoval jako hermetická, do sebe se zavíjející sdělení, často ve formě jediné, bohatě rozvinuté věty, dokonale propracované, psané širokodechým vázaným veršem. Pro pochopení Mallarmého díla je dobré znát jeho zájem o filosofii a lingvistiku, o to, jak se liší jazyk hovoru a básně. Většina Mallarmého díla se dotýká toho nejpodstatnějšího s čím se lidská existence v životě potkává: metafyzické zkušenosti. Proto bývá Mallarmé považován za nejvýznamnějšího francouzského symbolistního básníka první generace tohoto směru. Mallarmé sám svou metodu přirovnával ke kabale: veškerá použitá slova, obrazy, figury mají svůj odraz v transcendenci. Typickými tématy Mallarmého jsou prohra, vzepětí, únava, touha, božství, typickými emblémy labuť, váza, hvězdná obloha, podzim, voda. Pro svou zašifrovanost však mohou při nepečlivém čtení působit pouze jako ornamentální jazykové hry.
Ve svém vrcholném díle, poémě Vrh kostek, nikdy nezruší náhodu, Mallarmé rezignoval na vázaný verš a kromě zcela volné textové "partitury" experimentoval i s roztříštěním narace. Pro použití různých typů fontů je Vrh kostek považován za předchůdce grafické poezie.
Řada Mallarmého textů sloužila jako základ pro významné hudební kompozice (viz Debussy, Ravel, Boulez).

### České překlady
Do češtiny Mallarmého poezii překládali mimo jiné Jaroslav Vrchlický, Emanuel z Lešehradu, Vítězslav Nezval, František Hrubín, Ota Nechutová anebo Jan M. Tomeš.
- Herodias (1871) – původně koncipováno jako drama, existuje tzv. Starý předzpěv k Herodiadě, samotná báseň Herodias a apendix Zpěv sv. Jana. Na postavě mladistvé matky princezny Salome traktuje Mallarmé mladistvou touhu po čistotě – ducha i těla – ničenou veškerou realitou okolo nás. Zpěv sv. Jana je záznamem vlastní dekapitace coby symbolu přechodu do vyššího stupně poznání. Báseň Herodias použil skladatel Paul Hindemith jako textový podklad ke stejnojmennému melodramu.
- Smuteční přípitek (Náhrobek Théophila Gautiera) (1873), nejdelší z řady "náhrobků" anebo "poct" (slovo "tombeau" má ve francouzštině dvojí význam), dalšího typicky mallarméovského útvaru. Zde rozvíjí ve vysokém stupni abstrakce své téma neukončitelnosti a marnosti lidského snažení uprostřed náhodného běhu věcí.
- Faunovo pozdní odpoledne (1876), ekloga – původně zamýšleno jako drama. Faun si v básni evokuje milostné prožitky s nymfami. Bez ohledu na skutečnost rozvíjí dál své představy... Faunem se inspiroval mimo jiné Claude Debussy: napsal podle něj stejnojmennou symfonickou báseň.
- Vrh kostek nikdy nezruší náhodu (1914, posmrtně) – Poéma obkružuje motiv ztroskotavšího mořeplavce – předobrazem byl Vasco da Gamma. Ztroskotání je ale pojímáno šířeji a ztroskotancem je zároveň sám básník na své pouti za vyšším řádem věcí, za souhvězdím. Náhoda je pak skaliskem, o které jeho snaha vždy znova ztroskotává. Bloudění je cíl pouti.

## Ukázka
Labuť

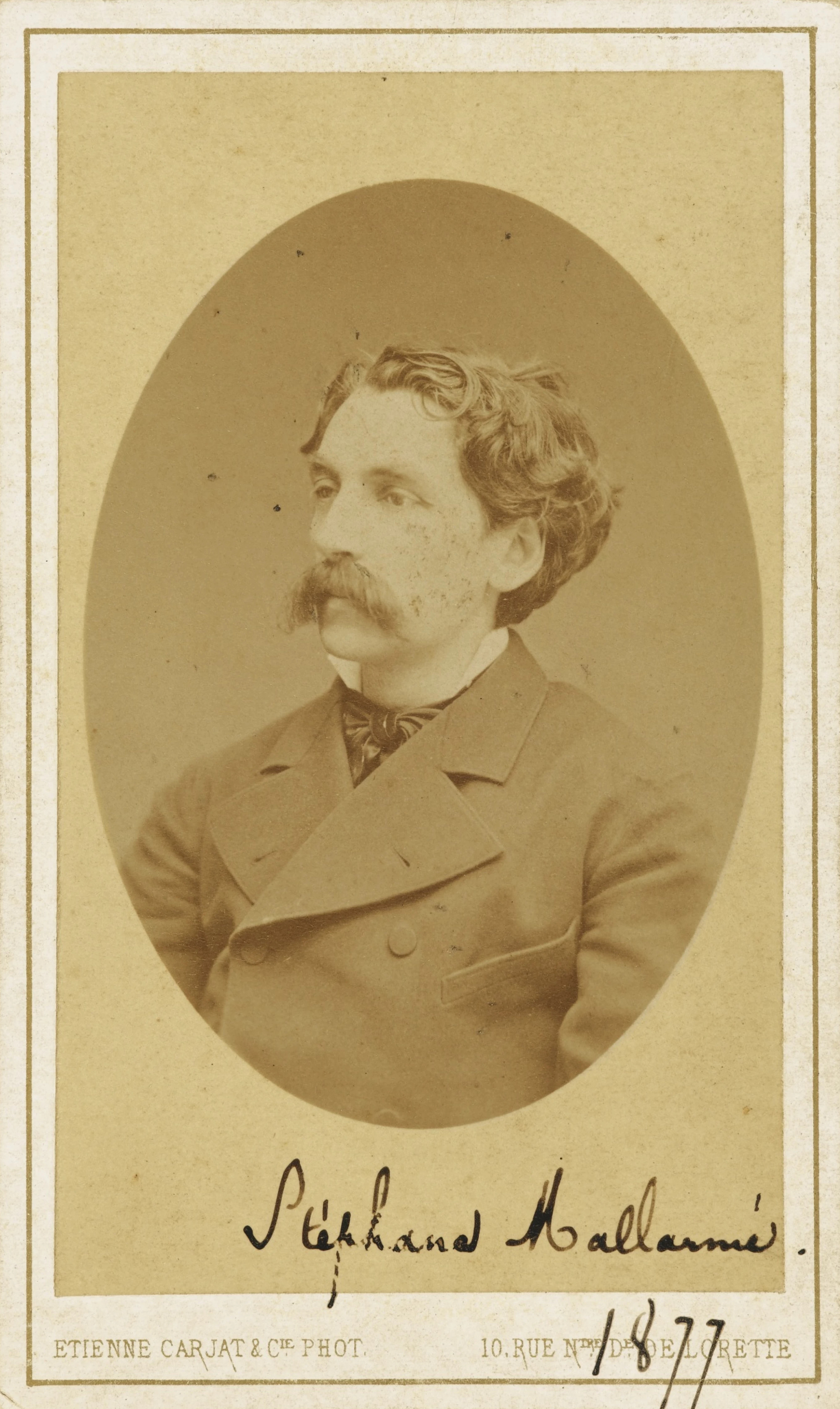
Stéphane Mallarmé

Rozrazí panenský, krásný a rozkvetlý

dnešek svým opilým křídlem to k nerozbití

a pusté jezero, kde v jíní bludně svítí

průsvitný ledovec letů, jež nevzlétly?

O sobě, vznešené, ta dávná labuť ví

jen v rozpomínání, že nevzlétne už, cítí,

vždyť neopěvala končinu, kde lze žíti,

když nudou zaskví se neplodné zimní dny.

Pták šíjí setřese tu bílou agónii,

vnucenou prostorem, jejž popírá, leč šíjí

neshodí hrůzu ker, v něž křídlo vmrzlo mu.

Přízrak, jejž vlastní jas a čirost vykázaly

právě sem, ztuhne v led pohrdavého snu,

jenž v neužitečném exilu Labuť halí.

(přeložil František Hrubín)

## Fotogalerie

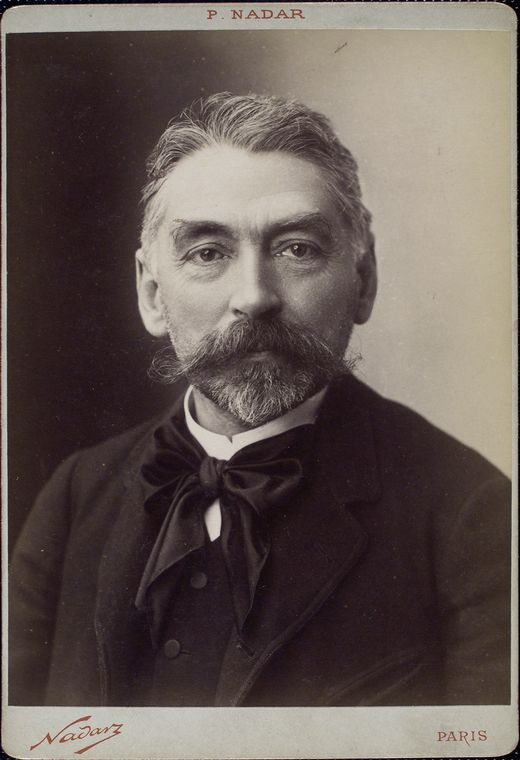
Stéphane Mallarmé
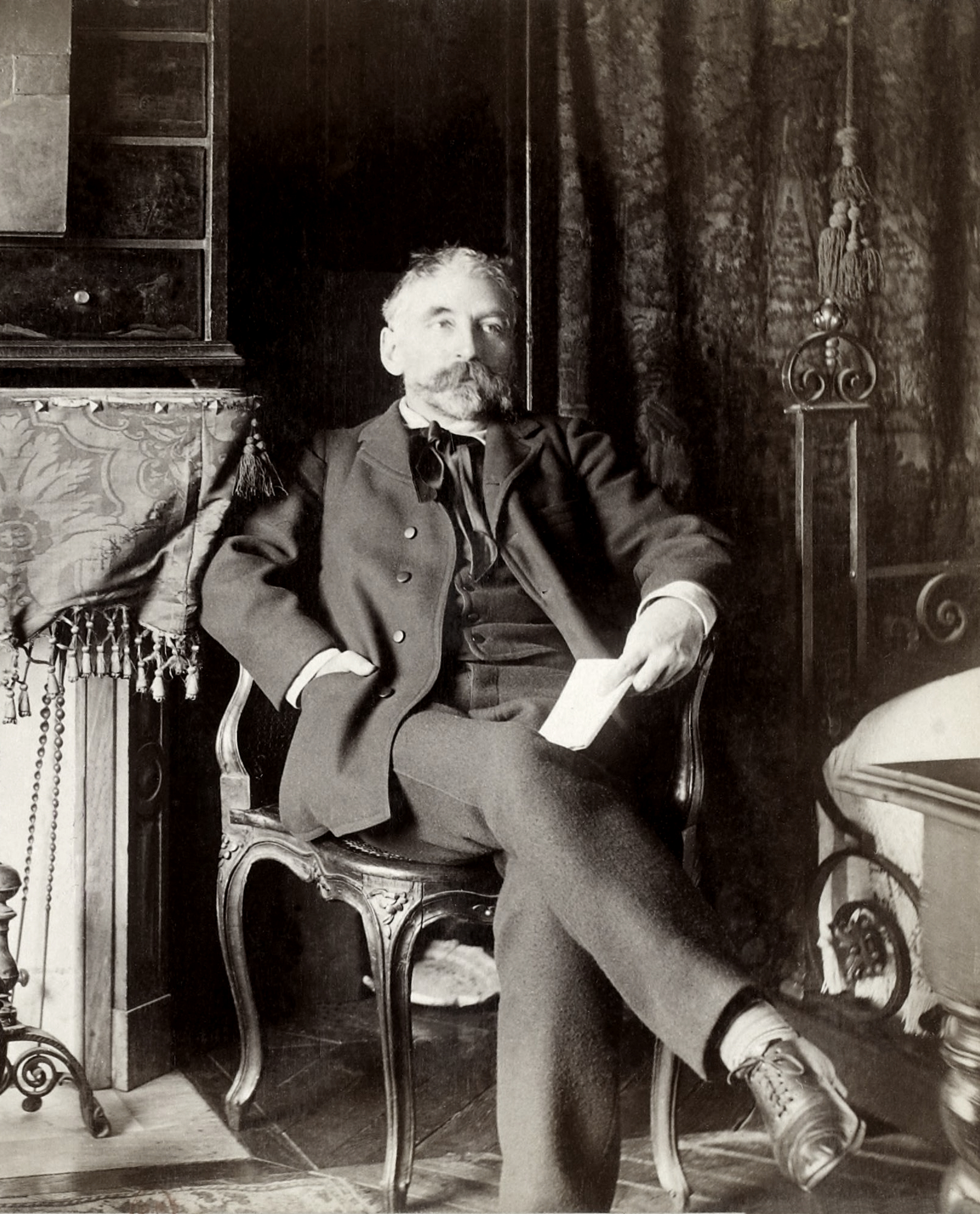
Stéphane Mallarmé
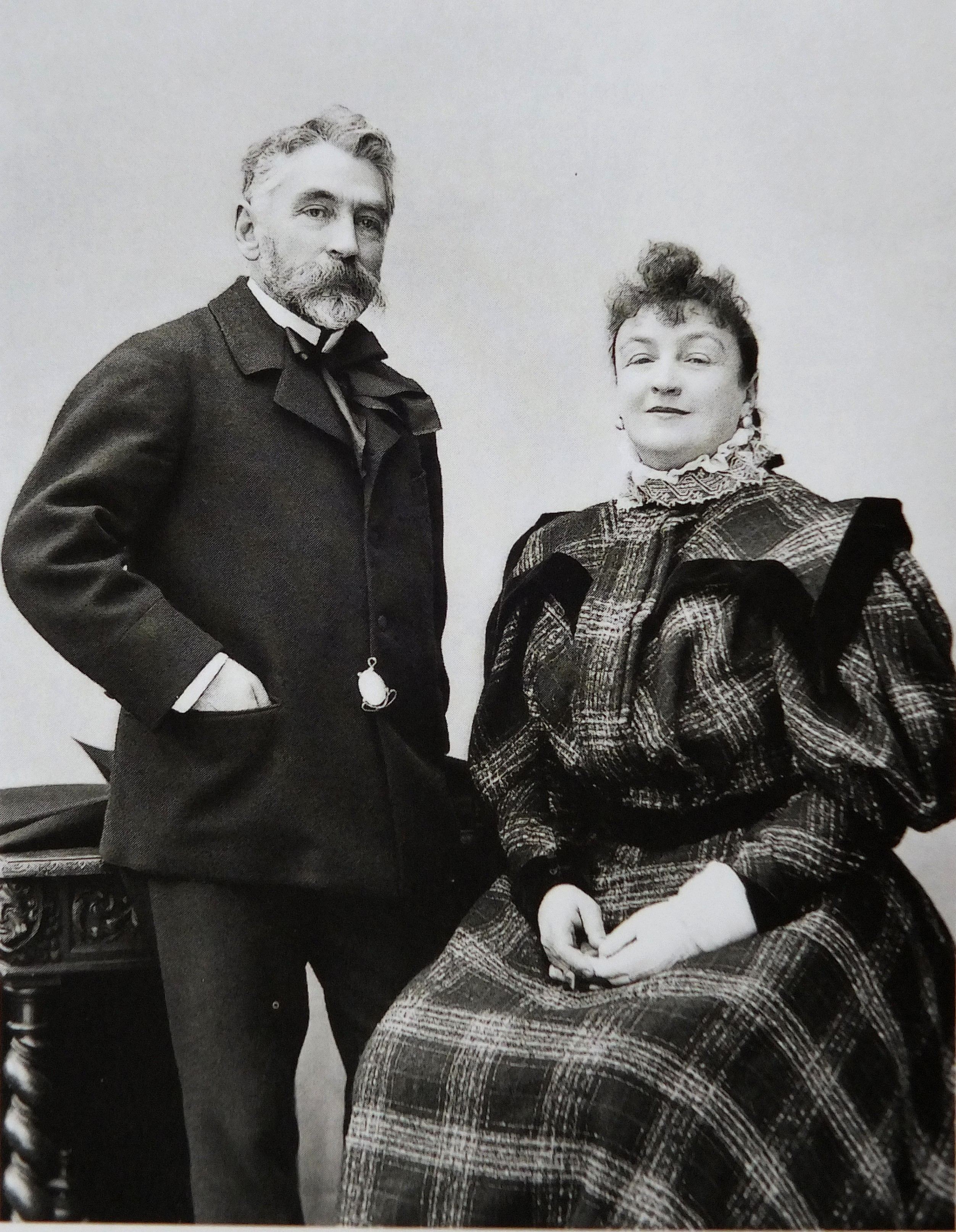
Stéphane Mallarmé s Méry Laurent (1896)
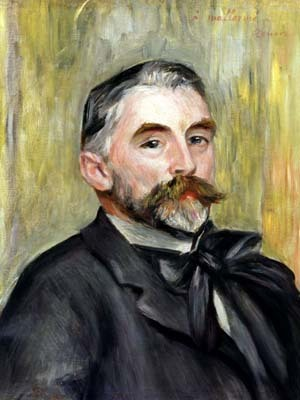
Stéphane Mallarmé (od P. A. Renoira)
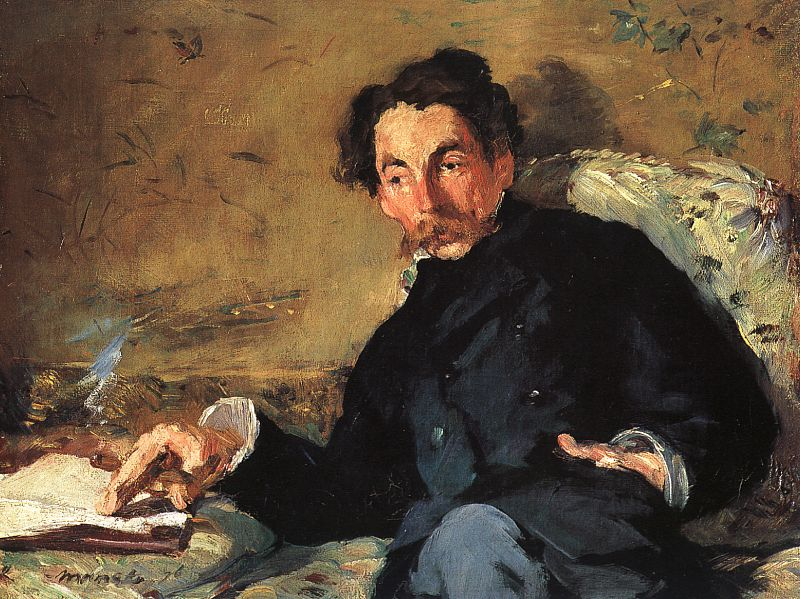
Stéphane Mallarmé (od É. Maneta)

| Kníže básníků             | Kníže básníků               | Kníže básníků        |
| ------------------------- | --------------------------- | -------------------- |
| Předchůdce: Paul Verlaine | 1896–1898 Stéphane Mallarmé | Nástupce: Léon Dierx |